# Fluda narcissa
Fluda narcissa är en spindelart som beskrevs av George William Peckham och Elizabeth Maria Gifford Peckham 1892. Fluda narcissa ingår i släktet Fluda och familjen hoppspindlar. Inga underarter finns listade i Catalogue of Life.